# プスコフの娘

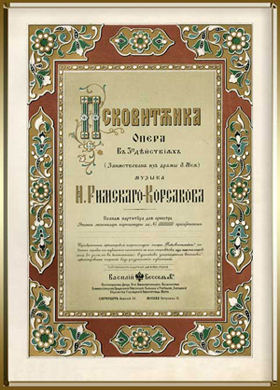
楽譜の表紙

『プスコフの娘』（プスコフのむすめ、ロシア語: Псковитянка）は、ニコライ・リムスキー＝コルサコフが1868年から1872年にかけて作曲し、1873年に初演された全3幕からなるロシア語のオペラ。リムスキー＝コルサコフは生涯に15曲のオペラを作曲しているが、この曲はその最初の作品である。レフ・メイによる同名の戯曲にもとづき、1570年のイヴァン雷帝によるプスコフとノヴゴロドの反乱鎮圧を背景とする歴史劇である。
演奏時間は約2時間30分。

## 概要

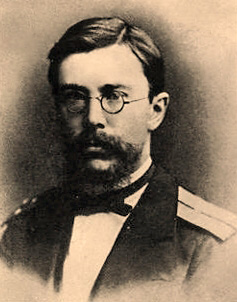
リムスキー＝コルサコフ（1870年ごろ）

『アンタール』作曲中の1868年に着想された。同じころムソルグスキーは『結婚』『ボリス・ゴドゥノフ』、キュイは『ウィリアム・ラトクリフ』を作曲していた。作曲当時、ムソルグスキーとリムスキー＝コルサコフはアパートの同じ部屋を共有しており、『ボリス・ゴドゥノフ』と『プスコフの娘』は音楽的に互いに影響を与えあっている。
リブレットはメイの原作をもとにリムスキー＝コルサコフが自ら書いた。前日譚にあたる原作の第1幕はカットされ、原作でまるまる1幕を使う民会の場面は第1幕の第2場になった。
『アンタール』完成後に本格的な作曲を開始し、第1幕を完成するが、1869年1月に死んだダルゴムイシスキーの遺作『石の客』を完成させる仕事に時間を取られたために全曲の完成は遅れた。オーケストレーションは1871年秋に完成した。
ニコライ1世の1837年の禁令によってオペラにツァーリを登場させることが禁止されていたため、完成後もしばらく上演できずにいたが、海軍書記クラッベ(Н. К. Краббе)らの尽力によって本作は禁令の例外とされた。検閲を受けて民会やトゥーチャなどの歌詞の中にある直接的な共和制賛美の文言は削除された。
1873年1月1日（グレゴリオ暦13日）にサンクトペテルブルクのマリインスキー劇場でエドゥアルト・ナープラヴニークの指揮によって初演され、大成功をおさめた。
『プスコフの娘』はロシア5人組の急進的な思想を反映した唯一のリムスキー＝コルサコフのオペラであり、民族主義的・リアリズム的である。ダルゴムイシスキー『石の客』の影響によって各幕はレチタティーヴォ（またはアリオーゾ）的な歌唱が支配する。合唱が重要な役割を果たし、とくに第2幕の群衆のシーンは印象的である。持続低音の上に機能的でない不協和音が交替するのは『ボリス・ゴドゥノフ』と共通する。またグリンカ『皇帝に捧げた命』をモデルにした点もあるが、合唱や民会の場面、オリガとトゥーチャの人物づけ、とくにアリオーゾから抒情的なアリアへ滞りなく移行するオリガの歌はリムスキー＝コルサコフの独創的な音楽である。
後の時代のリムスキー＝コルサコフのオペラは民話などを元にした幻想的な作品が多いが、この作品は歴史を題材にしている。同様の歴史劇にはやはりメイの戯曲を元にした『皇帝の花嫁』（1898年）と『セルヴィリア』（1901年）、およびポーランドの歴史を題材にした『パン・ヴォエヴォーダ』（1903年）があるが、音楽の性格は『プスコフの娘』とは大きく異なっている。

## 改訂
初期の未熟な作品のほとんどを改訂したリムスキー＝コルサコフは、本作についても後に改訂版を作成した。
1876年から1877年に作られた第2版では、初版で省かれた原作の第1幕をプロローグとして加えたほか、多くのエピソードを追加し、オーケストレーションもやり直した。しかし評判は悪く、作曲家自身も初版より長すぎて無味乾燥になっていると認めた。この版は上演も出版もされなかった。
1891年から1892年にかけてふたたび改訂を行った。この第3版（最終版）ではふたたび元の3幕形式に戻った。この版は1892年に出版され、1895年4月6日にサンクトペテルブルクで初演された。
第2版で加えたプロローグは『貴族夫人ヴェーラ・シェローガ』作品54という独立した作品に書き換えられた。この『ヴェーラ・シェローガ』を『プスコフの娘』のプロローグとして含め、第3幕に新しいアリアを追加した版は1898年に作られ、1901年11月10日にモスクワのボリショイ劇場によって上演された。

## 上演史

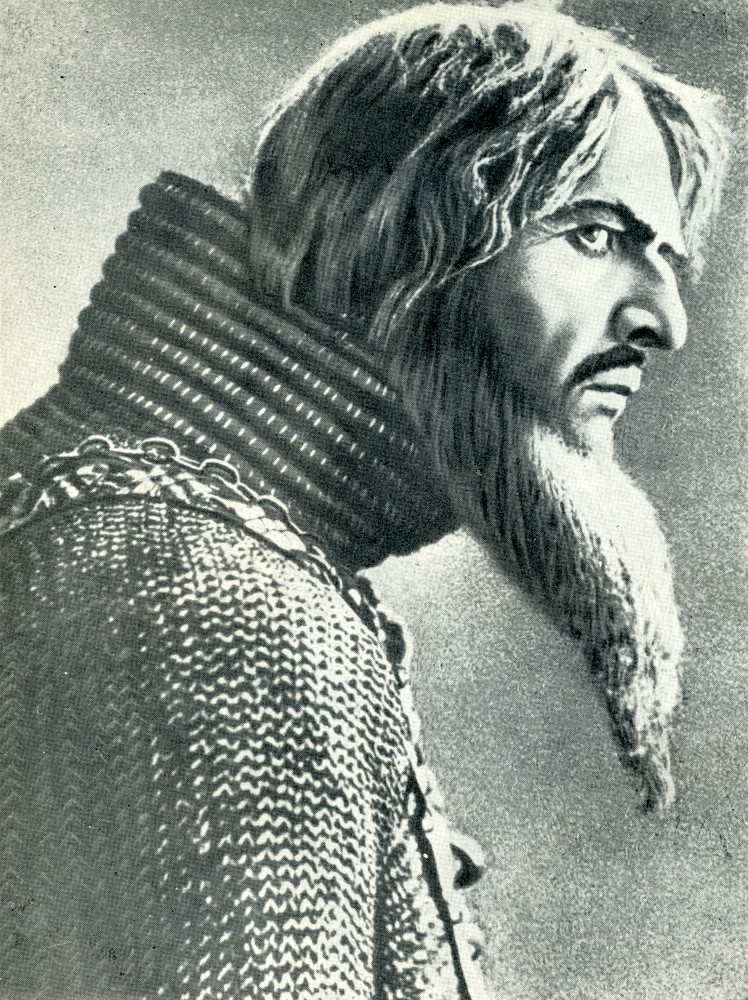
雷帝を演ずるシャリアピン（1911年）

1896年にモスクワのソロドヴニコフ劇場(Театр Солодовникова)で、サーヴァ・マモントフの私設歌劇団によって上演された。このとき、フョードル・シャリアピンが演じたイヴァン雷帝は注目され、1901年にはボリショイ劇場、1903年にはマリインスキー劇場で上演された。
1909年にはパリのシャトレ座でセルゲイ・ディアギレフは『イヴァン雷帝』の題で上演し、本作がロシア以外でも知られるようになった。雷帝はやはりシャリアピンが演じた。
1915年のロシア映画『イヴァン・ヴァシリエヴィチ雷帝』も『プスコフの娘』の映画化で、やはりシャリアピンが雷帝を演じている。ただしサイレント映画なのでリムスキー＝コルサコフの音楽は使われていない。
1955年にボリショイ劇場の首席指揮者に就任したスヴェトラーノフが最初に上演した作品が『プスコフの娘』だった。1999年の最後の上演演目も『プスコフの娘』だった。
2010年にはプスコフのモスクワ大公国への帰属500年を記念して、プスコフのクレムリでボリショイ劇場のメンバーによって上演された。

## 登場人物
- イヴァン雷帝（バス）- ロシアのツァーリ。
- トクマコフ公（バス）- プスコフの代官。
- オリガ（ソプラノ）- トクマコフ公の娘（実際には養女）。
- ニキータ・マトゥータ（テノール）- 貴族（ボヤール）。
- ステーシャ（ソプラノ）- オリガの友人。
- ミハイロ・トゥーチャ（テノール）- ポサードニクの息子。
- ヴャーゼムスキー公（バス）
- ボメリー（バス）- イヴァン雷帝の医師。
- ユーシコ・ヴェレビン（バス）- ノヴゴロドからの使者。
- ヴラシエヴナ、ペルフィリエヴナ - 乳母。

## あらすじ

### 第1幕

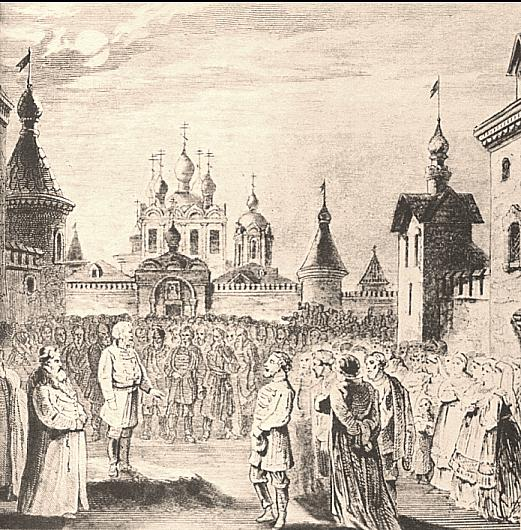
初演時の民会の場のスケッチ

トクマコフ公の庭では娘たちが集まって鬼ごっこや果物摘みの遊びをしている。乳母たちはトクマコフ公の娘オリガの父親のことや、ノヴゴロドの虐殺についての噂話をしている。オリガがひとりになった時、こっそりとトゥーチャが現れる。ふたりは結婚を望んでいるがトクマコフ公はそれを許さず、オリガをマトゥータの妻にすることを決めていた。
トクマコフ公はマトゥータに、オリガが自分の真の娘ではなく、妻の姉妹が母親だが、父親は不明であることを明かす。オリガはそれを物陰から聞いて悲しむ。
鐘が鳴って民会（ヴェーチェ）が招集される。ノヴゴロドからの使者は、イヴァン雷帝がノヴゴロドを滅し、プスコフに向かっていることを伝える。トクマコフは人々に向かい、イヴァン雷帝に恭順の意を表すように促すが、人々の意見は割れ、トゥーチャらの若者はプスコフの独立を守るためにイヴァン雷帝の軍勢に立ち向かおうとする。

### 第2幕
町の人々はイヴァン雷帝を歓迎する準備をする。雷帝がプスコフの町に入ると、町の人々は寛大さを求めて祈る。
トクマコフ公の家にやってきたイヴァン雷帝は、プスコフの人々が独立を望んでいることを嘲笑する。しかし夕食を持って現れたオリガの容貌を見て雷帝は驚く。
イヴァン雷帝がトクマコフ公とふたりだけになったとき、トクマコフ公はオリガが自分の妻の姉妹であるヴェーラ・シェローガの娘であることを告げる。その名を聞いたイヴァン雷帝はただちにプスコフへの攻撃を中止する。

### 第3幕

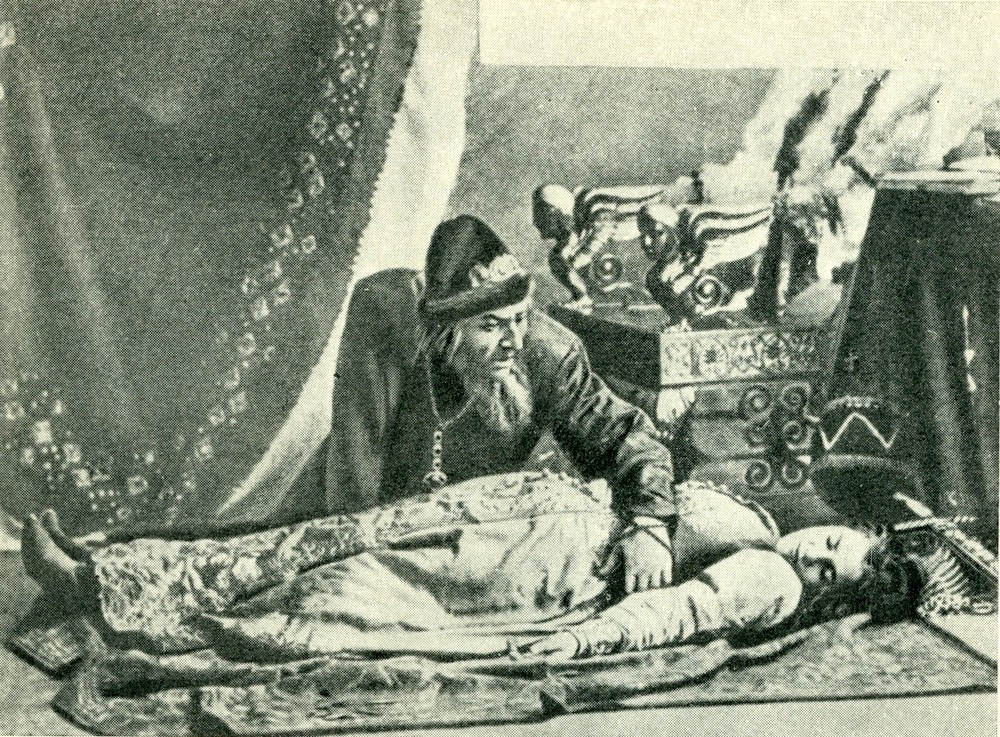
オリガ（エーベルレ）と雷帝（シャリアピン）、1896年

オリガとトゥーチャはひそかに会い、プスコフを去ろうと相談する。そこへオリガを尾行していたマトゥータが手勢を引き連れて現れ、トゥーチャを殴ってオリガを奪う。
プスコフ近郊の陣営で、イヴァン雷帝はオリガが誘拐されたという知らせを聞いて怒り、人々にオリガを自分のところへ連れてくるように伝える。現れたオリガに対して、自分がオリガの父であることを明らかにする。
一方トゥーチャの率いる反乱軍はすでにイヴァン雷帝がプスコフ攻撃を止めさせたことを知らず、イヴァン雷帝の陣営を急襲、銃撃戦になる。トゥーチャの別れの言葉を聞いたオリガは砲火の中に飛びだして行き、流れ弾に当たって死ぬ。雷帝はオリガの体にすがって嘆く。